# It'z Icy
It'z Icy (reso graficamente IT’z ICY) è il primo EP del gruppo musicale sudcoreano Itzy, pubblicato il 29 luglio 2019 dalla JYP Entertainment.

## Descrizione
Nel maggio 2019, la JYP Entertainment, confermò che le Itzy si stavano preparando per tornare sulle scene musicali, confermando ufficialmente che sarebbero tornate a luglio. Alle 18:00 del 29 luglio è stato ufficialmente pubblicato l'EP It’z Icy.

## Promozione
International Global Media iniziò a promuovere l'EP il 9 luglio 2019 con le foto promozionali di gruppo. Il 14 luglio 2019 vennero pubblicate le foto promozionali di Ye-ji, poi toccò a Lia, Ryu-jin, Chae-ryeong e infine Yu-na. Il primo video teaser musicali venne pubblicato il 24 luglio e il secondo il giorno successivo.

## Video musicale
Il video musicale di Icy, traccia principale dell'EP venne pubblicato a mezzanotte dello stesso giorno e accumulò 18,1 milioni di visualizzazioni in 24 ore.
Ad agosto 2019, ha oltre 55 milioni di visualizzazioni su YouTube. Il 2 agosto, pubblicarono sul loro canale YouTube, il video della coreografia  di Icy.

## Successo commerciale
Il 5 agosto It'z Icy debuttò al numero 11 nella classifica Billboard World Albums e al numero 19 nella classifica Billboard US Heatseekers Albums, facendone la loro prima entrata in entrambe le classifiche.
In Giappone, It'z Icy debuttò al numero 12 e 32 sulla Oricon Albums Chart e Japan Hot Albums. It'z Icy entrò anche al numero 10 della classifica degli album digitali Oricon.

## Tracce
1. Icy – 3:11 (testo: Park Jin-young, Penomeco – musica: Park Jin-young, Cazzi Opeia, Ellen Berg Tollbom, Daniel Caesar, Ludwig Lindell, Ashley Alisha (Joombas), Cameron Neilson, Lauren Dyson)
2. Cherry – 3:10 (testo: Ellie Suh – musica: Michael Fonseca, Mac Montgomery, JAX, Dan Henig)
3. It'z Summer – 3:18 (testo: JQ, Shin Sae-rom, Kako – musica: Poptime, Kako)
4. Dalla Dalla (Remix) – 3:11 (testo: Galactika – musica: Galactika, Athena)
5. Want It? (Remix) – 3:28 (testo: Lee Seu-ran, Tommy Park – musica: Emile Ghantous, Keith Hetrick, Allison Gillis. Aimee Proal, Whitney Phillips, Erin Beck)

## Successo commerciale
Nella classifica giapponese delle vendite fisiche e digitali It'z Icy ha esordito al 12º posto con 4 439 esemplari.

## Classifiche

### Classifiche settimanali
| Classifica (2019-20) | Posizione massima |
| -------------------- | ----------------- |
| Corea del Sud        | 3                 |
| Ungheria             | 38                |

### Classifiche di fine anno
| Classifica (2019) | Posizione |
| ----------------- | --------- |
| Corea del Sud     | 47        |

## Date di pubblicazione
| Paese | Data di pubblicazione | Formato                    | Etichetta         | Fonti  |
| ----- | --------------------- | -------------------------- | ----------------- | ------ |
| Vario | 29 luglio 2019        | Musica digitale, Streaming | JYP Entertainment | [ 15 ] |